# نادي محايل
نادي محايل السعودي لكرة القدم هو نادي كرة قدم سعودي أحد أندية دوري الدرجة الثالثة السعودي يقع مقره بمنطقة عسير في محافظة محايل عسير , تأسس عام 1399 هـ .

## تغيير اسم الفريق
كان اسم الفريق سابقاً نادي الشهيد و تم تغيير إسمه إلى نادي محايل في تاريخ 20 ديسمبر 2022.

## تشكيلة الفريق الأول
ملاحظة: تشير الأعلام إلى المنتخب بحسب قواعد الأهلية المعتمدة من قبل الفيفا؛ تنطبق بعض الاستثناءات المحدودة. وقد يحمل اللاعبون أكثر من جنسية لا تعترف بها الفيفا.
| الرقم | البلد    | المركز | اللاعب           |
| ----- | -------- | ------ | ---------------- |
| --    | السعودية | حارس   | عبد الله المرير  |
| --    | السعودية | حارس   | عبد الله مناع    |
| --    | السعودية | حارس   | موسى زولان       |
| --    | مصر      | مدافع  | هشام نوح         |
| --    | السعودية | مدافع  | بلغيث الشهري     |
| --    | السعودية | مدافع  | فهد عسيري        |
| --    | السعودية | مدافع  | علي مشبي         |
| --    | السعودية | مدافع  | مهند المولد      |
| --    | السعودية | مدافع  | فهد الخليفي      |
| --    | السعودية | مدافع  | عبد العزيز أحمد  |
| --    | السعودية | مدافع  | راكان الجهني     |
| --    | السعودية | مدافع  | إبراهيم المهداوي |
| --    | السعودية | وسط    | مصعب الشمراني    |

| الرقم | البلد    | المركز | اللاعب          |
| ----- | -------- | ------ | --------------- |
| --    | السعودية | وسط    | وليد الهلالي    |
| --    | السعودية | وسط    | أيمن جعفري      |
| --    | مصر      | وسط    | حسن تريكة       |
| --    | السعودية | وسط    | حسن الثوابي     |
| --    | السعودية | وسط    | الوليد زايد     |
| --    | السعودية | وسط    | رافي حسين       |
| --    | السعودية | وسط    | غسان عبد الحفيظ |
| --    | السعودية | وسط    | فيصل اليامي     |
| --    | السعودية | وسط    | علي عسيري       |
| --    | السعودية | مهاجم  | وديع الزبيدي    |
| --    | مصر      | مهاجم  | كريم سمير       |
| --    | السعودية | مهاجم  | سعد القحطاني    |
| --    | السعودية | مهاجم  | خالد محبوب      |